# Max Langenhan
Max Langenhan, född 21 februari 1999 i Friedrichroda, är en tysk rodelåkare.

## Karriär
Langenhan tävlade för Tyskland vid olympiska vinterspelen 2022 i Peking, där han slutade på sjätte plats i herrarnas singel.